# ダシヌキ!
『ダシヌキ!』は、2002年7月14日から2004年9月25日まで東海テレビで放送された生活情報番組。全107回。

## 概要
視聴者に様々な生活情報を提供していた番組で、「笑いながらタメになる」をキャッチフレーズにしていた。
番組は毎回、品川庄司ほかレギュラー陣が架空の雑誌『週刊ダシヌキ!』に掲載する記事を作成すべく、日常生活に潜む様々な危険について調査し、その調査結果を編集長の東海林のり子に自らスタジオでプレゼンテーションするという体で進行していた。そして、その調査結果が東海林に認められれば『週刊ダシヌキ!』に掲載され、認められなければボツにされた。かつて存在していた番組公式サイトには、品川庄司たちの毎回の調査結果が『週刊ダシヌキ!』と題して掲載されていた。
放送開始当初は食品偽装問題や欠陥住宅問題などについて調査したり、生活を脅かす犯罪行為への対抗手段を調査したりと幅広い内容を取り扱っていたが、次第に美容や健康に良い物を紹介する健康情報番組となった。

## 放送時間
いずれもJST。
- 日曜 12:00 - 12:30 （2002年7月 - 2002年9月）
- 土曜 16:55 - 17:25 （2002年10月 - 2003年3月）
- 土曜 18:30 - 19:00 （2003年4月 - 2004年9月）

## 出演者

### 編集長
- 東海林のり子

### 記者
- 品川祐（品川庄司）
- 庄司智春（品川庄司）

### 新米記者
- 三瓶

### デスク
- 神山さやか

### 取材アシスタント
- 上山竜司（RUN&GUN）
- 宮下雄也（RUN&GUN）
- 米原幸佑（RUN&GUN）
- 永田彬（RUN&GUN）
- 樅野太紀（当時チャイルドマシーン）
- 山本吉貴（当時チャイルドマシーン）

### 特派員
- はしのえみ
- 清水ミチコ

### その他の主な出演者
- 吉井歌奈子（当時東海テレビアナウンサー）
- マギー審司
- 阿部剛子

## スタッフ
- 制作協力 - エクセリング
- 制作著作 - 東海テレビ

## エンディングテーマ
- 三瓶のエブリデイ（三瓶）
- スパイラル（ザ・ベイビースターズ）
- ヒズミ（Amy-N-Ryoo）

| 東海テレビ 日曜12:00枠                                     | 東海テレビ 日曜12:00枠               | 東海テレビ 日曜12:00枠                                      |
| 前番組                                                     | 番組名                               | 次番組                                                      |
| ---------------------------------------------------------- | ------------------------------------ | ----------------------------------------------------------- |
| モモコ×菜摘×よし子 おじょママ!! 再放送 （12:00 - 12:30）   | ダシヌキ! （2002年7月 - 2002年9月）  | ザ・ジャッジ! 〜得する法律ファイル 再放送 （12:00 - 13:00） |
| 東海テレビ 土曜16:55枠                                     |                                      |                                                             |
| 爆笑!駐在君が行く! （16:55 - 17:25、土曜16:25枠へ移動）    | ダシヌキ! （2002年10月 - 2003年3月） | 爆笑!駐在君が行く! （16:55 - 17:25、土曜16:25枠から移動）   |
| 東海テレビ 土曜18:30枠                                     |                                      |                                                             |
| ドラゴンズHOTスタジオ （18:30 - 19:00、土曜12:00枠へ移動） | ダシヌキ! （2003年4月 - 2004年9月）  | 激闘!オレごはん （18:30 - 19:00、2004年10月30日から）       |